# Molly Scott Cato
Molly Scott Cato (ur. 21 maja 1963 w Strond w Walii) – brytyjska polityk, działaczka ekologiczna i nauczycielka akademicka, posłanka do Parlamentu Europejskiego VIII i IX kadencji.

## Życiorys
Studiowała nauki polityczne, filozofię i ekonomię na Uniwersytecie Oksfordzkim. Pracowała przy uczelnianym programie dotyczącym uchodźców, a także w wydawnictwie Oxford University Press. Uzyskała następnie doktorat z ekonomii na Uniwersytecie w Aberystwyth. Została nauczycielką akademicką na Uniwersytecie Walijskim, następnie wykładowczynią ekonomii na University of Roehampton.
Zaangażowała się w działalność polityczną w ramach Partii Zielonych Anglii i Walii, została jej rzeczniczką do spraw gospodarczych. Bez powodzenia kandydowała w wyborach parlamentarnych w 1997 i w 2005 oraz kilkakrotnie w wyborach europejskich. W 2011 została radną w miejscowości Stroud. W wyborach w 2014 uzyskała mandat eurodeputowanej VIII kadencji. W 2019 z powodzeniem ubiegała się o reelekcję.